# 北小金駅

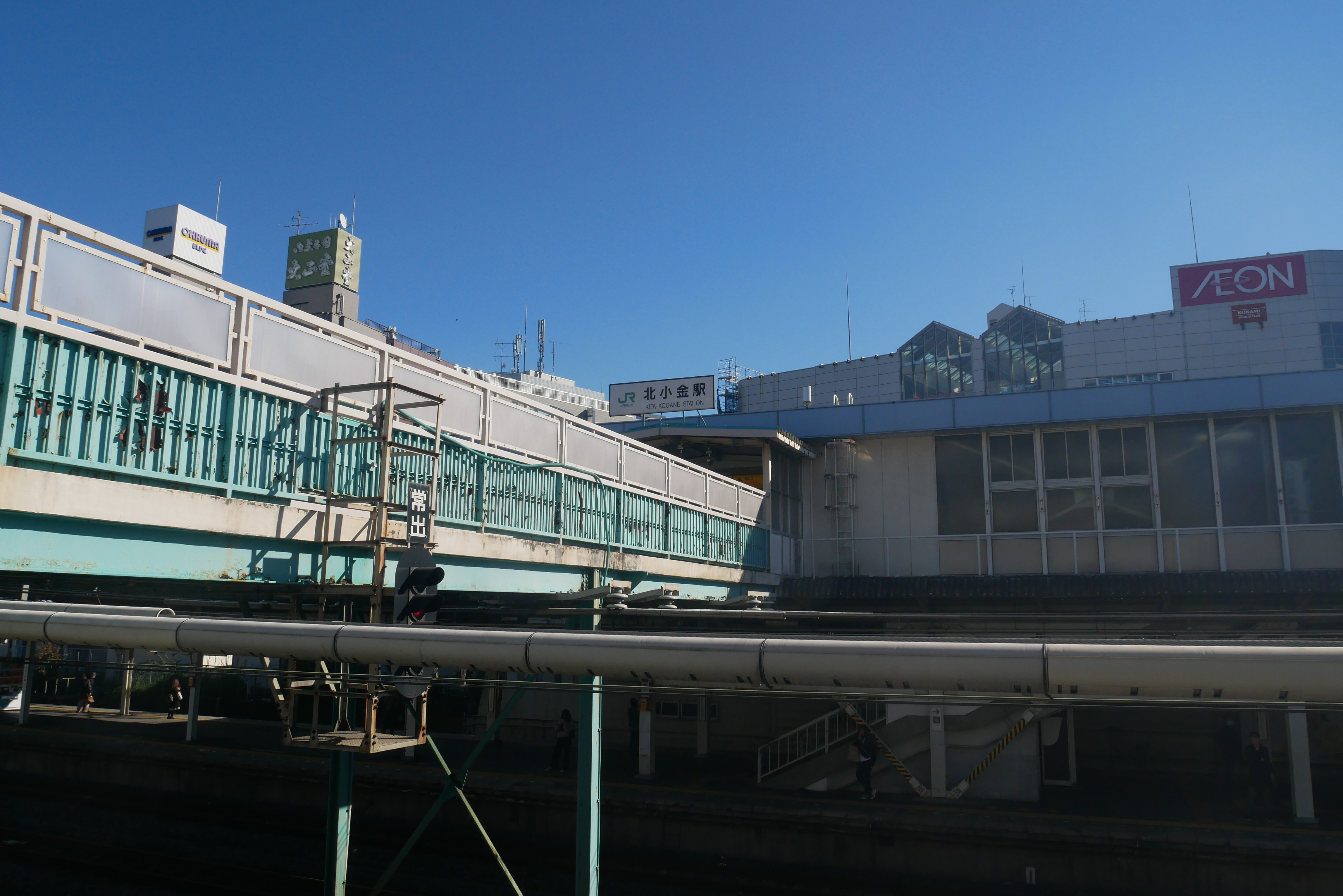
北口（2018年11月）

北小金駅（きたこがねえき）は、千葉県松戸市小金にある、東日本旅客鉄道（JR東日本）の駅である。

## 概要
当駅は江戸時代頃から水戸街道の宿場町として栄えた「小金宿」に位置し、旧水戸街道（旧・八坂神社前）より本土寺に至る参道の途中に建設された歴史的経緯を持つ。
東日本旅客鉄道（JR東日本）の常磐線を走行する常磐緩行線、武蔵野線（北小金支線）の1社2路線が乗り入れている。
当駅周辺は歴史が古く、多くの神社や寺院の数がある。その中でも「名刹」とされる本土寺と東漸寺は、それぞれアジサイ、しだれ桜の名所であり、見頃の時期には観光客で賑わう。また、駅南方の旧水戸街道沿いは、宿場町として栄えた名残が残る旧市街地である。地方自治の面でも、松戸市と合併するまでは東葛飾郡小金町の中心であった。
南口側に各主要施設を結ぶ歩行者デッキ（ペデストリアンデッキ）が整備されており、北口側もエレベーター付きの跨線橋が設けられている。
当駅にはJR東日本都市開発運営のミニ駅ビルであるスキップ北小金（skip）、近傍にはUR都市機構の再開発ビルであるピコティ北小金東館（イオン北小金店など）、ピコティ北小金西館（名店街、松戸市役所小金支所など）のほか、雑居ビル・集合住宅・寺院など多種多様な用途の建造物が混在している。
マツモトキヨシは駅南側で創業した「松本薬舗」がルーツであり、かつては本社が置かれていた。

## 乗り入れ路線
当駅に乗り入れている路線は線路名称上の常磐線であり、運行系統としては緩行線を走る常磐緩行線が停車する。この他に貨物列車専用の武蔵野線（北小金支線）が分岐している。この支線は常磐線の快速線から分岐しており、分岐箇所は馬橋駅構内扱いである。武蔵野線支線を走行するのはその大部分が貨物列車である。臨時で旅客列車が走行する場合もあるが、その場合の運賃計算は新松戸駅経由扱いになる。なお、当駅の所属線は常磐線である。当駅の事務管理コードは▲441110である。

### 旅客輸送
- 常磐緩行線：緩行線を走行する常磐線の近距離電車。 - 駅番号「JL 26」

### 貨物線
- 武蔵野線（北小金支線）：日本貨物鉄道（第二種鉄道事業者）南流山駅 - 北小金駅・馬橋駅間 (2.9 km) の貨物列車専用路線。

## 歴史
- 1911年（明治44年）
  - 3月18日：鉄道院の駅として開業[2]。運転業務取扱開始[2]。
  - 5月1日：一般運輸営業を開始する[8]。
- 1949年（昭和24年）6月1日：日本国有鉄道発足。
- 1960年（昭和35年）6月1日：一般駅から旅客駅となり、貨物取扱を廃止[2]。
- 1964年（昭和39年）10月1日：荷物扱い廃止[2]。
- 1987年（昭和62年）4月1日：国鉄分割民営化に伴い、東日本旅客鉄道（JR東日本）の駅となる[2]。
- 1991年（平成3年）7月6日：南口再開発事業着工[9]。
- 1993年（平成5年）12月3日：南口駅前にピコティ西館開館[10][11]。
- 1994年（平成6年）
  - 3月1日：南口駅前に路線バス乗り入れ[12]。南口駅前にピコティ東館開館[13]。
  - 12月20日：自動改札機を設置し、供用開始[14]。
- 2001年（平成13年）11月18日：ICカード「Suica」の利用が可能となる[広報 1]。
- 2009年（平成21年）8月19日：みどりの窓口の営業を終了。
- 2021年（令和3年）9月30日：スマートホームドアの使用を開始[15]。

## 駅構造
島式ホーム1面2線を有する地上駅で、橋上駅舎を有している。南側2線の緩行線上にホームがある。
業務委託駅（JR東日本ステーションサービス委託）で新松戸駅が当駅を管理している。お客さまサポートコールシステムが導入されており、早朝はインターホンによる案内となる。自動券売機、多機能券売機、指定席券売機、Suica対応自動改札機設置駅。
バリアフリー設備として、ホームと改札階を連絡するエスカレーターが上り・下りで各1台ずつ及びエレベーターが1基、駅南側地上と改札階を連絡するエレベーターが1基設置されている。また、ホーム中央に待合室が設置されている。

### のりば
| 番線 | 路線               | 方向 | 行先                         |
| ---- | ------------------ | ---- | ---------------------------- |
| 1    | 常磐線（各駅停車） | 下り | 柏・我孫子方面               |
| 2    | 常磐線（各駅停車） | 上り | 松戸・北千住・代々木上原方面 |

（出典：JR東日本:駅構内図）

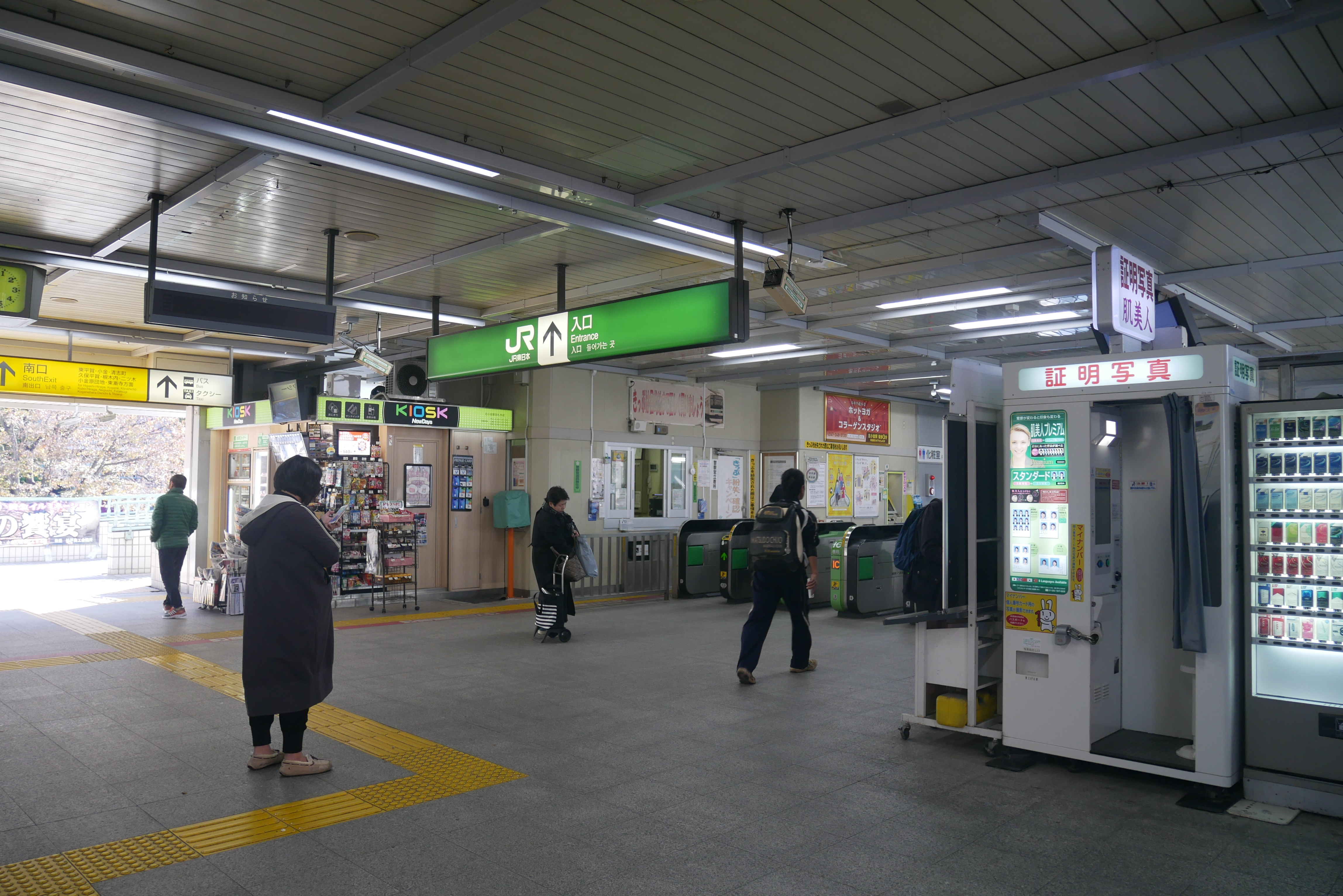
駅コンコース（2018年11月）
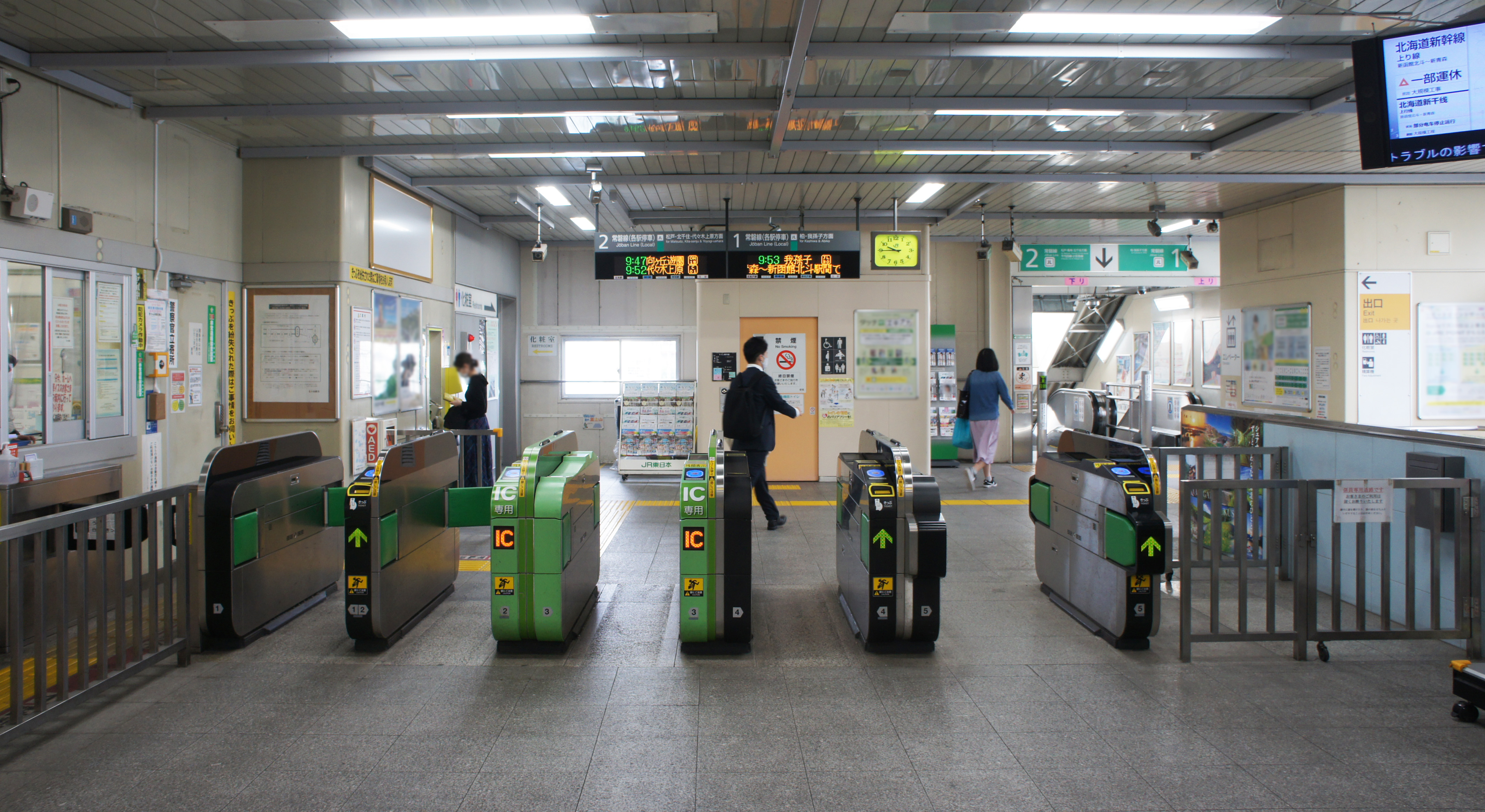
改札口（2021年5月）
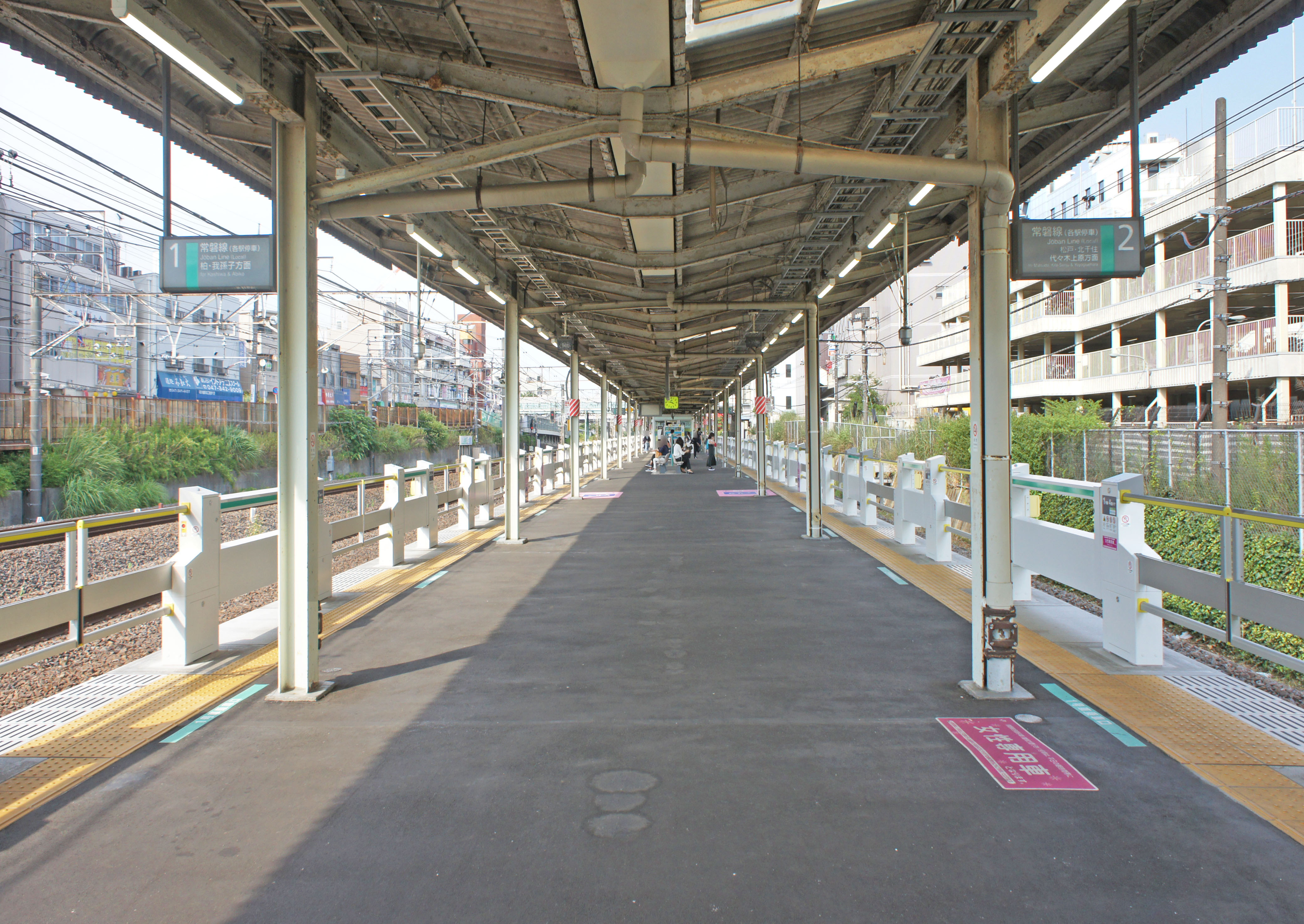
ホーム（2022年7月）

### 駅舎内の施設（駅ナカ・駅ビル）
駅ナカ商業施設としてJR東日本都市開発運営のミニ駅ビル「スキップ北小金（skip）」がある。
- 改札外
  - スキップ北小金
    - アトレが運営していたが、2013年4月よりJR東日本都市開発へ事業移管されている。
    - 現在は1階の整骨院と2、3階は松乃家が営業している

  - NewDays キヨスク
  - VIEW ALTTE
  - 指定席券売機

## 利用状況
2023年度（令和5年度）の1日平均乗車人員は21,322人である。
JR東日本および千葉県統計年鑑によると、1990年度（平成2年度）以降の1日平均乗車人員の推移は以下の通りである。
| 年度               | 1日平均 乗車人員 | 出典     |
| ------------------ | ---------------- | -------- |
| 1990年（平成02年） | 27,959           | [ * 1 ]  |
| 1991年（平成03年） | 28,202           | [ * 2 ]  |
| 1992年（平成04年） | 28,665           | [ * 3 ]  |
| 1993年（平成05年） | 28,763           | [ * 4 ]  |
| 1994年（平成06年） | 28,959           | [ * 5 ]  |
| 1995年（平成07年） | 28,727           | [ * 6 ]  |
| 1996年（平成08年） | 28,704           | [ * 7 ]  |
| 1997年（平成09年） | 27,976           | [ * 8 ]  |
| 1998年（平成10年） | 27,453           | [ * 9 ]  |
| 1999年（平成11年） | 27,433           | [ * 10 ] |
| 2000年（平成12年） | 27,385           | [ * 11 ] |
| 2001年（平成13年） | 27,057           | [ * 12 ] |
| 2002年（平成14年） | 26,677           | [ * 13 ] |
| 2003年（平成15年） | 25,852           | [ * 14 ] |
| 2004年（平成16年） | 25,997           | [ * 15 ] |
| 2005年（平成17年） | 25,573           | [ * 16 ] |
| 2006年（平成18年） | 26,069           | [ * 17 ] |
| 2007年（平成19年） | 26,287           | [ * 18 ] |
| 2008年（平成20年） | 26,206           | [ * 19 ] |
| 2009年（平成21年） | 25,624           | [ * 20 ] |
| 2010年（平成22年） | 25,141           | [ * 21 ] |
| 2011年（平成23年） | 24,625           | [ * 22 ] |
| 2012年（平成24年） | 24,321           | [ * 23 ] |
| 2013年（平成25年） | 24,386           | [ * 24 ] |
| 2014年（平成26年） | 24,112           | [ * 25 ] |
| 2015年（平成27年） | 24,257           | [ * 26 ] |
| 2016年（平成28年） | 24,323           | [ * 27 ] |
| 2017年（平成29年） | 24,552           | [ * 28 ] |
| 2018年（平成30年） | 24,588           | [ * 29 ] |
| 2019年（令和元年） | 24,335           | [ * 30 ] |
| 2020年（令和02年） | 19,078           |          |
| 2021年（令和03年） | 19,690           |          |
| 2022年（令和04年） | 20,676           |          |
| 2023年（令和05年） | 21,322           |          |

## 駅周辺
再開発ビル・雑居ビル・寺院・集合住宅など様々な用途の建造物が混在しており、駅より徒歩10分圏内には古くからの住宅地と新興住宅地が混同している。坂川周辺には一部畑や林などがある。北・南方面は台地、東・西方面は低地である。東方面は流山・柏両市境にも近い。低地には谷津田、台地には畑や山林を宅地化したところがいくつか存在する。

### 南口（東漸寺方面）
駅舎は元々小金市街の方に向いた南側にあり、橋上駅となってからも駅前広場は南側にしかない。故に「南口」の名称は、地元住民の日常生活においてほとんど聞かれることはない。「駅前」と言えば、南側を指す場合が多い。
商業施設
- スキップ北小金
- ピコティ北小金 西館
  - 名店街
  - 松戸市役所小金支所
  - 松戸市小金保健福祉センター
- ピコティ北小金 東館
  - イオン北小金店
  - コナミスポーツクラブ北小金
- マツモトキヨシ小金店
- コモディイイダ北小金店

公共施設
- 小金市民センター
  - 松戸市立図書館 小金分館

金融機関・郵便局
- 京葉銀行 北小金支店
- 千葉興業銀行小金支店

教育
- ニホン国際ITカレッジ

名所
- 東漸寺
- 玉屋

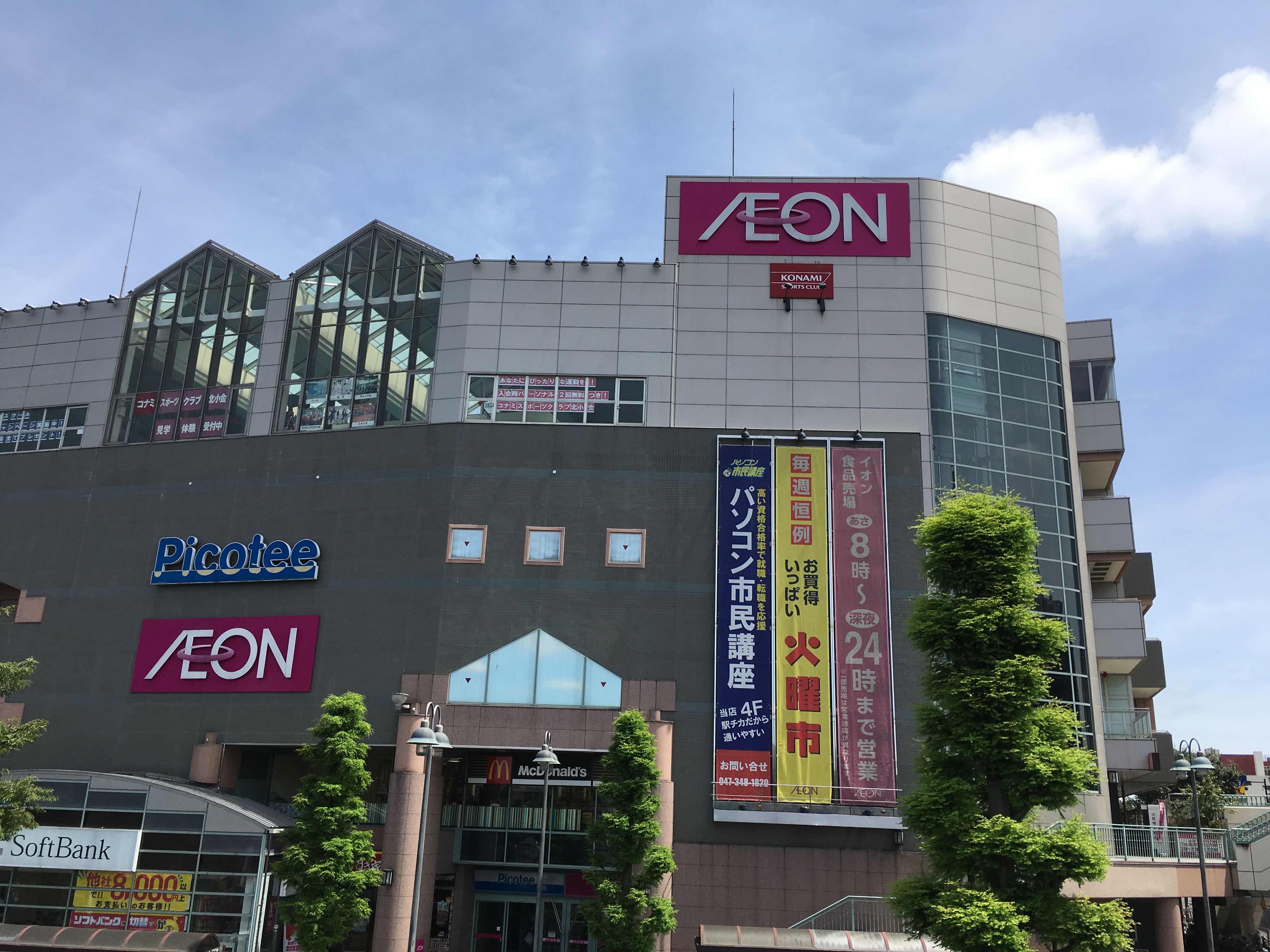
UR都市機構ピコティ北小金東館・イオン北小金店（南口ペデストリアンデッキより接続）
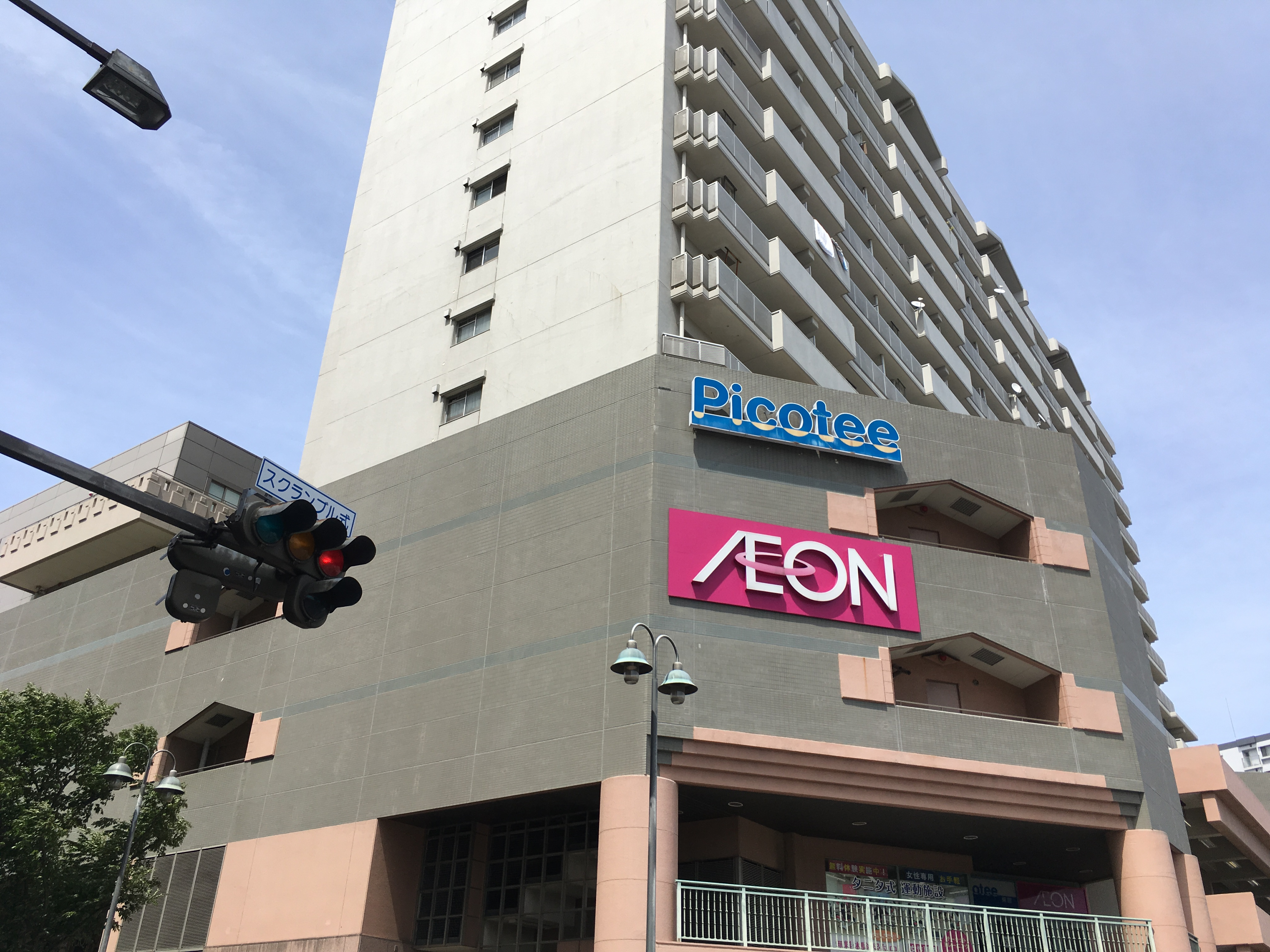
UR都市機構ピコティ北小金西館
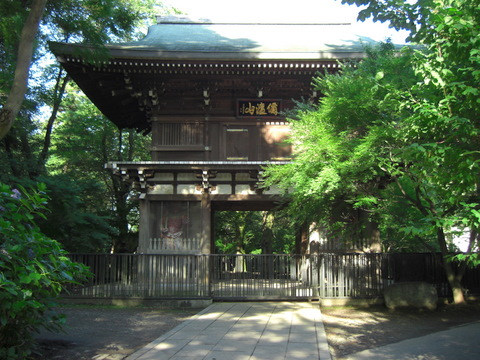
東漸寺（山門）
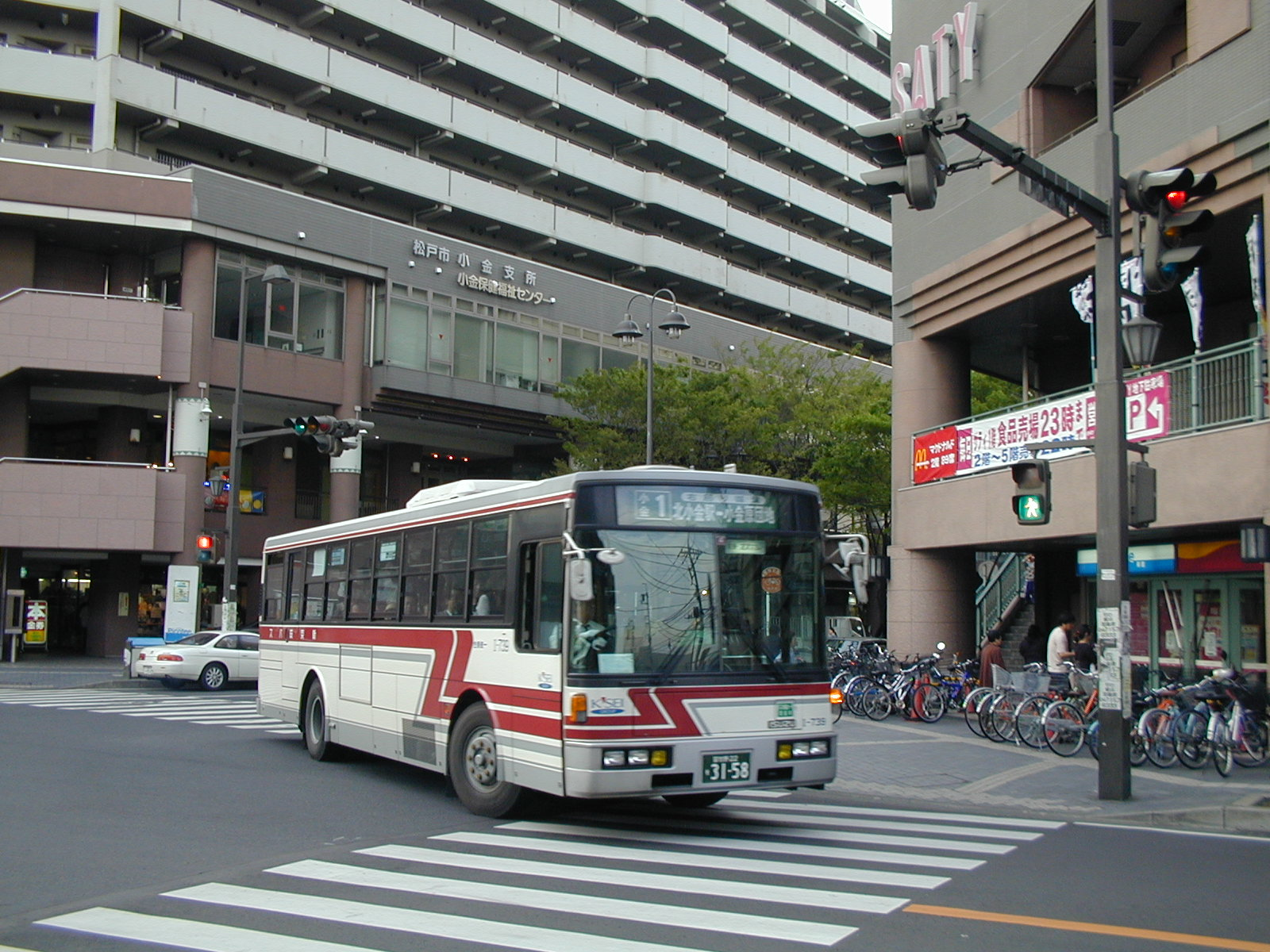
南口駅前の本土寺参道・旧水戸街道交差点

### 北口（本土寺方面）

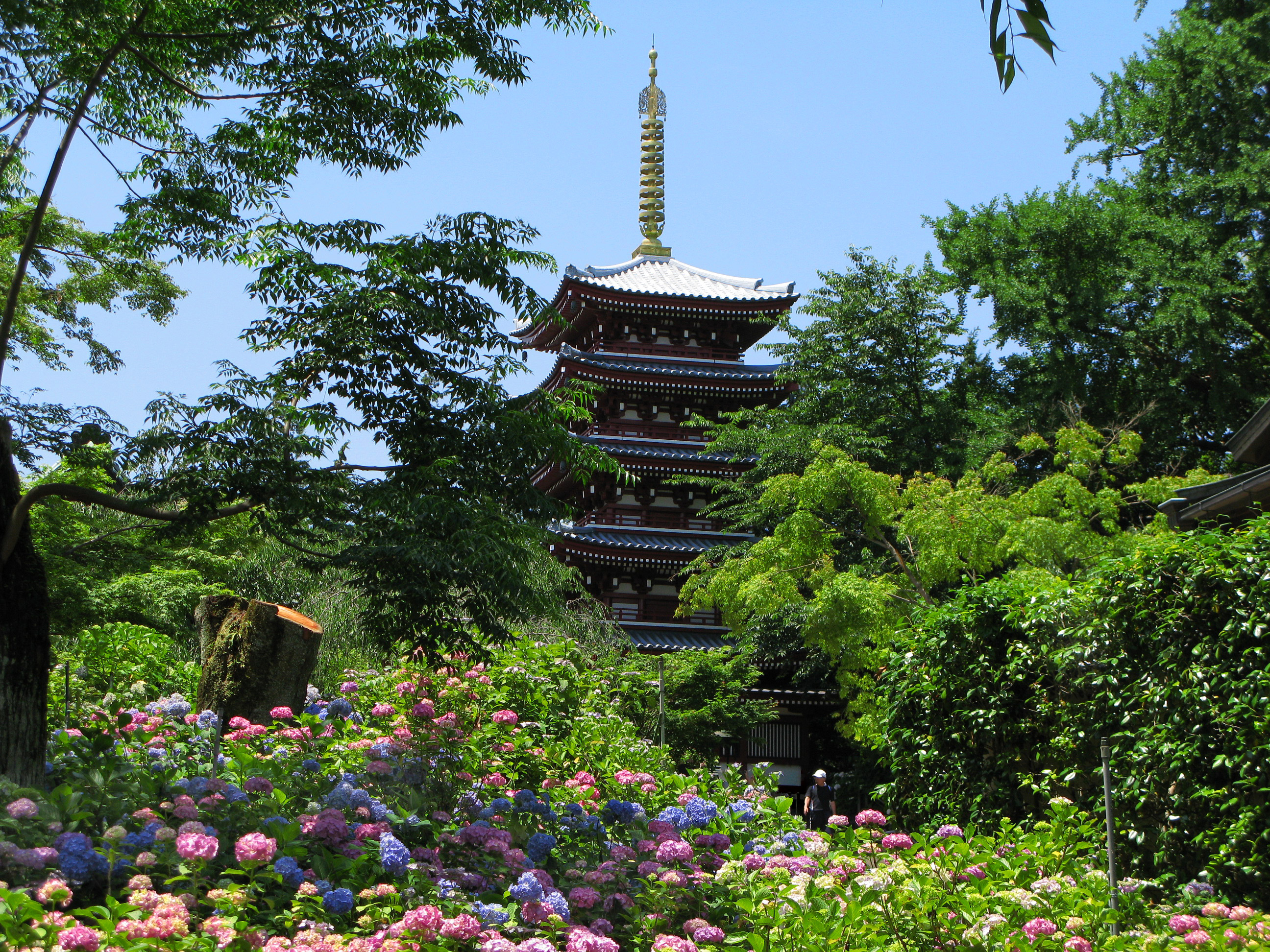
本土寺（アジサイ寺）

駅前にのみ雑居ビルと小さな商店街がある。目立たないが、駅前に寺院もある。
公共施設
- 小金北市民センター
  - 松戸市立図書館 小金北分館

金融機関・郵便局
- 松戸大金平郵便局

商業施設
- 小金北商店会（商店街） - 駅前

名所
- 鹿島神社 - 駅前
- 慶林寺 - 駅前
- 本土寺（アジサイ寺）

その他
- 大倉記念病院
- 紫陽花テニスクラブ

## バス路線
駅前再開発後は、駅舎前にある「北小金駅」停留所から小金原団地線が発着している。それ以前の小金原団地線は、北小金駅入口（現在のみずほ銀行北小金支店付近、その後現在のピコティ東館 南付近に臨時移設）バス停が起・終点であった。また、2006年3月16日の小金原団地線馬橋駅入口系統廃止に伴い新設された「貝の花小循環」が乗り入れ、常磐線の駅と小金原地区を結ぶバス路線は当駅に集約・一本化された。同時に西新田経由（旧・五香北線）でも小金原に乗り入れている。その他、この地域有数のコンサートホール「森のホール21」へ直通する路線もかつて存在していた（2015年3月に新松戸駅に行先が変更された）。
かつて、新京成電鉄（当時）の路線においては西新田・光ヶ丘経由で五香駅、東武は南柏駅入口経由で柏車庫（その後柏駅東口・駅入口）までの路線系統があったが、のちに短縮されている。また、1980年代前半までは馬橋駅へ行く新京成電鉄（当時）の系統があった。
| のりば | 運行事業者           | 系統・行先                      |
| ------ | -------------------- | ------------------------------- |
| 1      | 東武バスセントラル   | 北小金01：南柏駅                |
| 2      | 京成バス千葉ウエスト | - R1：北小金駅 - R2：バス案内所 |
| 3      | 京成バス千葉ウエスト | - L3：北小金駅 - L4：バス案内所 |
| 4      | 京成バス千葉ウエスト | - 10：幸田循環 - 23：バス案内所 |
| 5      | 京成バス千葉ウエスト | 13：貝の花小循環 / 貝の花       |

## 隣の駅
東日本旅客鉄道（JR東日本）
 常磐線（各駅停車）
新松戸駅 (JL 25) - 北小金駅 (JL 26) - 南柏駅 (JL 27)
武蔵野線貨物支線（北小金支線）
南流山駅 - 北小金駅

### 記事本文